# José Manuel Félix Magdalena
José Manuel Félix Magdalena (Mieres, 1941) es un pintor y escultor asturiano.

## Biografía

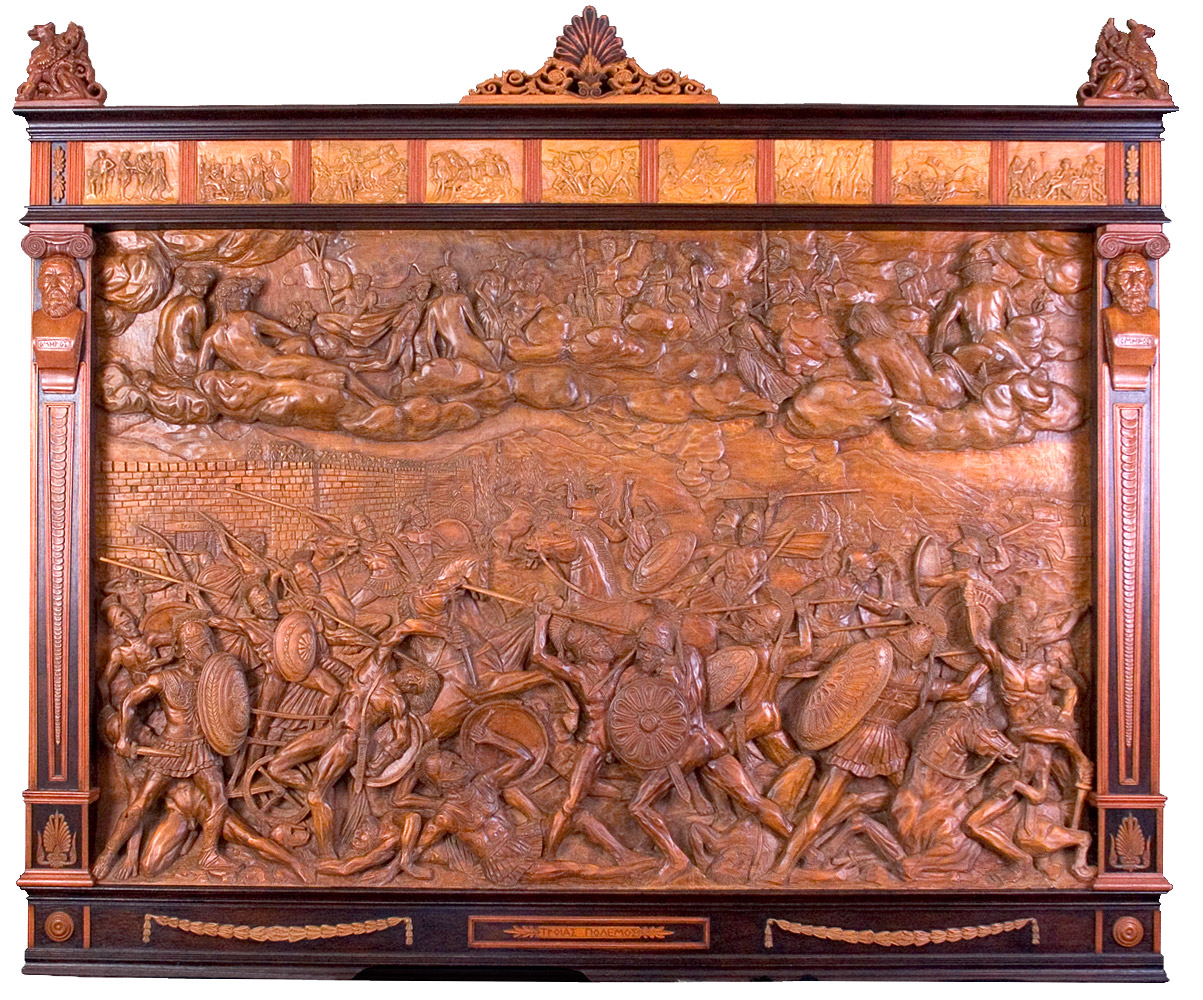
Troyas Polemos.

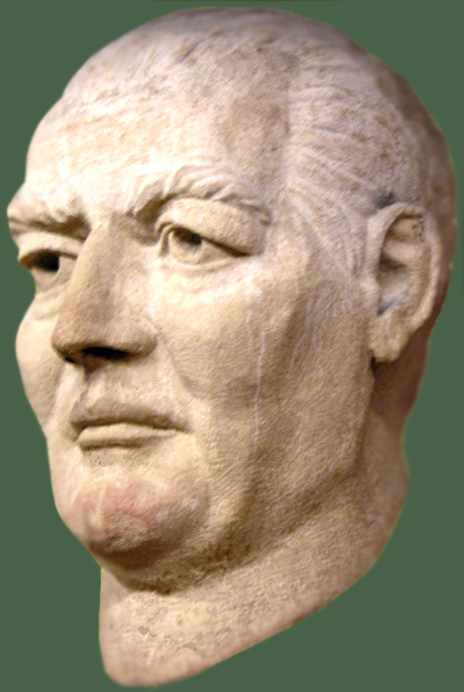
M. Llaneza.

Criado entre los mineros de las explotaciones hulleras, en un ambiente muy poco propicio para desarrollar inquietudes artísticas. La contemplación de estampas en publicaciones le despertó desde muy temprana edad el interés por las obras de arte y fue durante mucho tiempo casi la única vía que tuvo de conocimiento y aproximación a la pintura y la escultura.
Con facilidad para el dibujo y habilidad manual le faltó la oportuna orientación y una dirección que le pudiera encauzar directamente hacia una futura profesionalidad artística. Inicialmente sus padres quieren que se prepare con un oficio y si fuera posible carrera para colocarse en la industria. Estudia en la Escuela de Aprendices de la Fábrica de Mieres de donde sale como oficial tornero siendo colocado como tal en los talleres de minas de esta Sociedad. Se titula también como Ingeniero Técnico de Minas en la Escuela de Minas de Mieres y posteriormente se licencia en Historia del Arte en la Universidad de Oviedo.
Con bastantes dificultades y laboriosidad pudo desarrollar simultáneamente con el trabajo en la empresa su innata vocación artística y crear una obra plástica importante. Esencialmente autodidacta, hizo estudios, por libre, en la Escuela Superior de Bellas Artes de San Jorge, que no concluyó y prácticas de dibujo en el Círculo de Bellas Artes de Madrid. Disciplinado y riguroso se ha formado sólidamente en anatomía artística, perspectiva y composición así como en el conocimiento de procedimientos técnicos y materiales. Sus gustos preferentes, aunque no exclusivos, se han mantenido desde siempre dentro de una estética de base realista y sus obras responden en general a este planteamiento. Tanto en pintura como en escultura siguió al principio un estilo figurativo naturalista, de realismo social en alguna medida. De manera un tanto insólita y aparentemente anacrónica, aunque consciente y bien fundamentada se ha decantado hacia una especie de clasicismo sui generis más o menos academicista. Cultiva las técnicas artísticas tradicionales utilizando también los nuevos materiales.
La temática de sus obras tiene como hilo conductor principal la representación idealizada de la figura humana en movimiento y el repertorio de su producción va del retrato realista a la muy estudiada recreación compositiva de asuntos de la mitología clásica, pasando por otros motivos derivados del laboreo en las minas de carbón asturianas, el bodegón y el paisaje.
Ha dado clases de dibujo y colaborado con varios artículos sobre arte (“Pintores de Mieres”, “Escultura pública en Mieres”, “el Camino de Santiago en Mieres”, etc.) en publicaciones locales. En el año 1992 publicó el libro de gran formato “Siguiendo las Estrellas por caminos de Europa hacia Santiago” ISBN 84-604-3653-5, de contenido artístico con más de ciento veinte dibujos en color originales propios.
Tiene obras en lugares y centros públicos aunque se conserva en colecciones particulares la mayor parte de su producción que en pocas ocasiones ha expuesto individualmente.

## Exposiciones

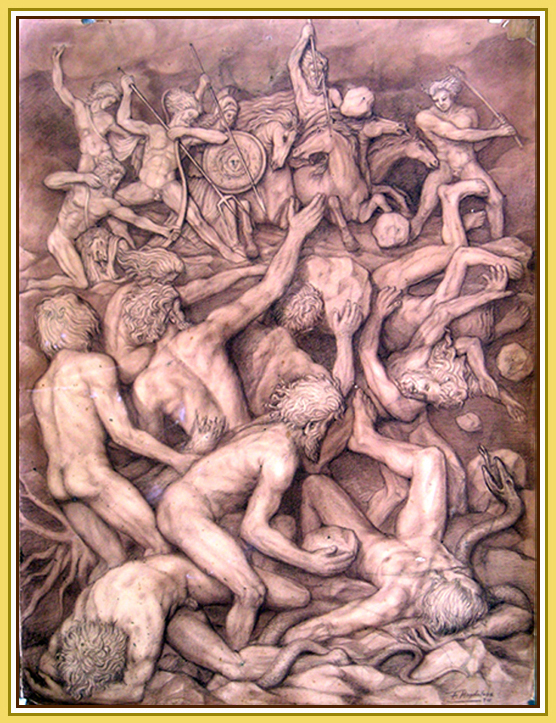
Gigantomaquia, dibujo.

- Exposiciones “Hijos de Mieres”, en los años 1967, 1969, 1975 y 1995
- Exposición provincial de dibujos convocada por el Real Instituto de Estudios Asturianos, en Oviedo en el año 1965
- Certamen provincial de arte del productor en Oviedo en el año 1967 donde ha obtenido el tercer premio de pintura
- Certamen provincial de arte del productor en Oviedo en el año 1968 donde ha obtenido el primer premio de pintura
- Certamen nacional de arte del productor en Barcelona en el año 1969
- Exposición “125 aniversario de la Escuela de Minas de Mieres” en el año 1980
- Exposición individual de dibujos en la Facultad de Geografía e Historia, “Campus del Milán” Oviedo en el año 1993
- Exposición individual de dibujos en el Real Instituto de Estudios Asturianos en el año 1993.

## Obras públicas
- Estatua en bronce “El escanciador de sidra”, en la plaza de San Juan de Mieres, del año 1988
- Estatua en bronce “El relevo”, en la plaza del barrio San Francisco de Turón, del año 1979
- Estatua en bronce “Mineros de Cangas", junto al Ayuntamiento de Cangas del Narcea, del año 1984
- Estatua en bronce retrato del traumatólogo Dr. D. Vicente Vallina, delante del Ayuntamiento en Sotrondio, del año 1998
- Monolito en piedra de Colmenar y bronce en el Batán, Mieres, homenaje a los mineros fallecidos en accidente, del año 1995
- “Cabeza de Goya” en bronce, en la plaza del mismo nombre en Mieres, del año 1984
- Monumento en piedra y bronce homenaje al Alcalde Dr. Vital Alvarez Buylla, delante de la iglesia de la Peña en Mieres, del año 1985
- Cabeza en bronce del Dr. D Vital Alvarez Buylla en el Hospital que lleva su nombre, en Mieres, del año 1986
- Cabeza monumental en mármol artificial de Manuel Llaneza, carismático líder sindical minero asturiano, en la piscina cubierta de Mieres, del año 1988
- Cabeza en bronce de Salustiano Fernández, en el área de recreo de Rozamayor en Mieres, del año 1984
- Placa conmemorativa, en acero, colocada en la fachada de la casa de la Música en Mieres, del año 2006
- Cuadro “Mineros” en la Escuela de Ingeniería Técnica de Mieres del año 1970
- Retrato al óleo del escritor Victor Alperi en la Casa de la Cultura de Mieres.

## Obra privada

### Pinturas

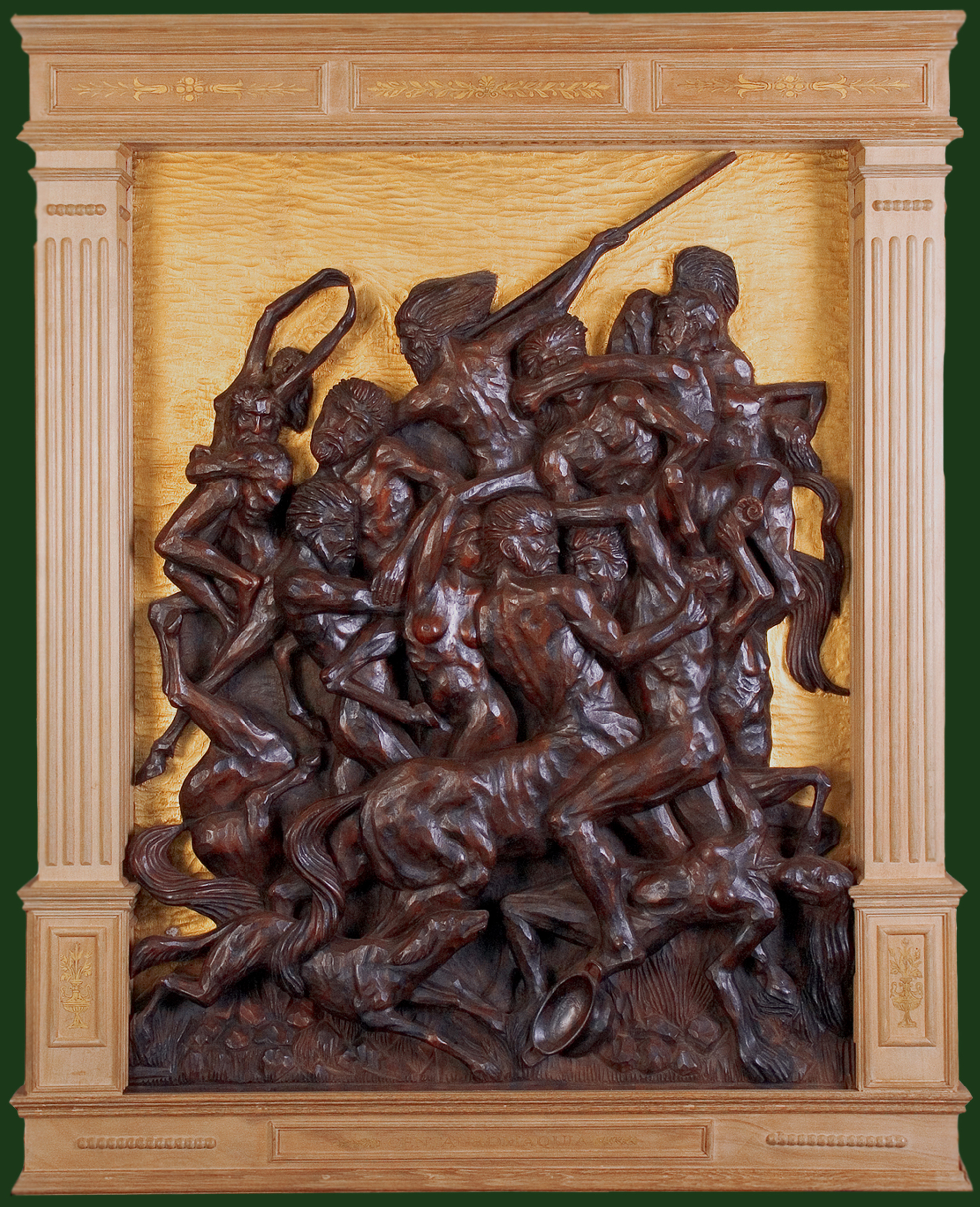
Centauromaquia.

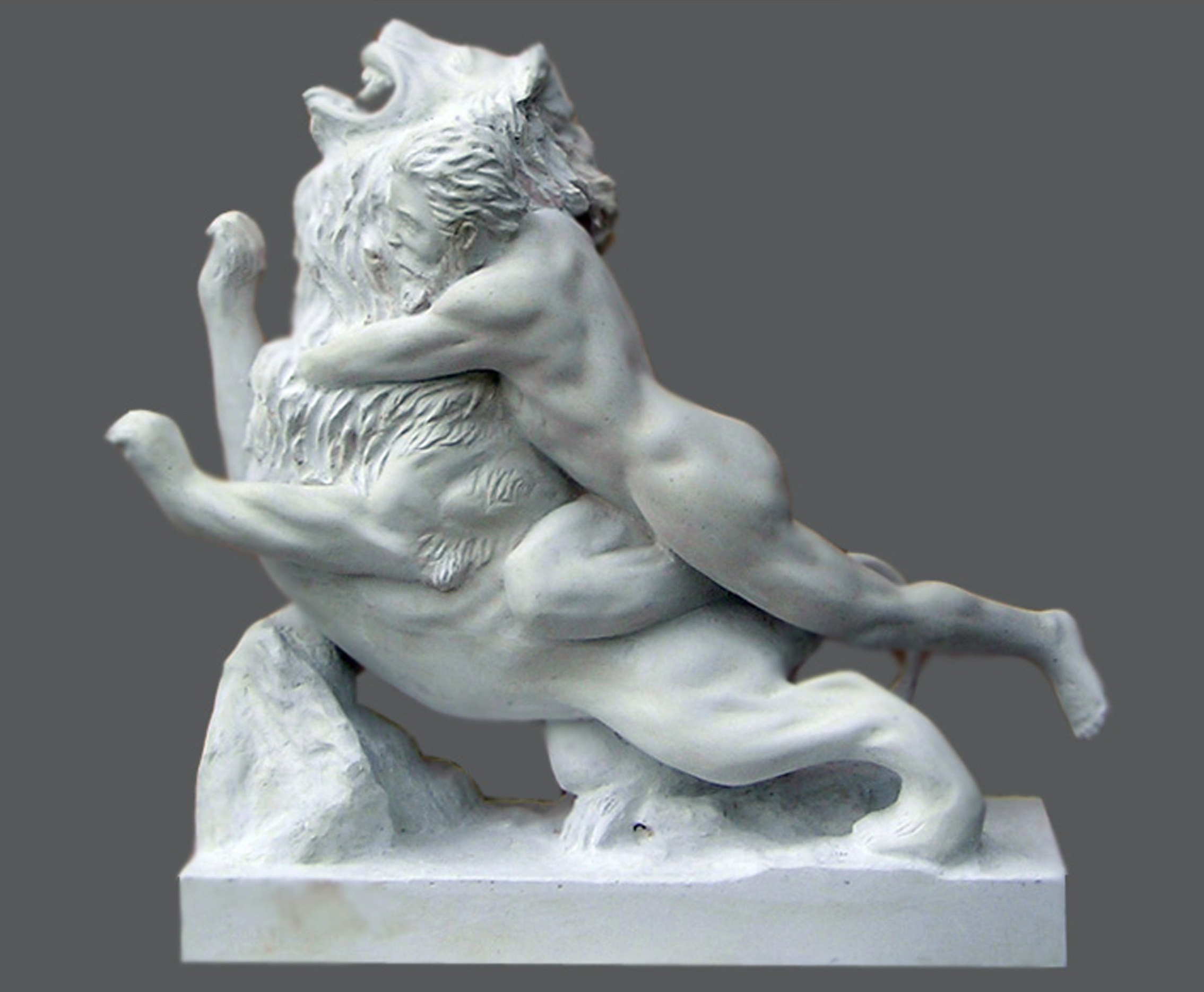
Heracles y león de Nemea.

- Retrato al óleo de D. Nicasio Gutierrez
- Retrato al óleo de D Félix Alvarez Buylla
- Retrato al óleo de D. Joaquín Ordiales
- Retrato al óleo de D. Marino Fernández
- Retrato al óleo de Dña. Soledad Martínez
- Retrato al óleo de D. Alfredo Fernández
- Retrato al óleo del abuelo Estanislao
- Retrato al óleo de la abuela Emilia
- Retrato al óleo del padre
- Retrato al óleo de la madre
- Cuadro al óleo “Minero antiguo”
- Retrato al óleo de D. Manuel Calvo
- Cuadro al óleo “Reinerio el cazador”
- Cuadro al óleo “el Gaitero de Gijón”
- Cuadro al óleo “Manolín el pescador”
- Retrato al óleo de Dña. Luisa Llaca
- Cuadro al óleo “la Primavera”
- Cuadro al óleo “Pareja de mineros”
- Colección de ciento veinticinco cuadros con dibujos al pastel, sobre el Camino de Santiago.

### Esculturas
- Retrato de D. Luis Solera
- Retrato de D. José Manuel F. Felgueroso
- Placa conmemorativa, en bronce, en el Círculo de Benavente
- Busto retrato del cirujano Dr. D. José Cardeñoso
- Retrato de D. Benjamín Alvarez “Benxa”
- Maqueta para proyecto de un monumento a los mineros
- Retrato de D. José Luis Fernández
- Busto retrato en bronce de D. Emilio Gallego
- Estatuillas de Mitología (“Heracles y el león de Nemea”, “Heracles y el toro de Creta”, “Heracles y la cierva de Cerinia”, “Teseo y el Minotauro”, ”Icaro”, etc.)
- Relieves tallados en diversas maderas: “Troyas Polemos”, “El Parnaso”, “Dionisíacas”, “Gigantomaquia”, “Centauromaquia”, “Ortus Veneris”, “Perseo y Andrómeda” , etc.

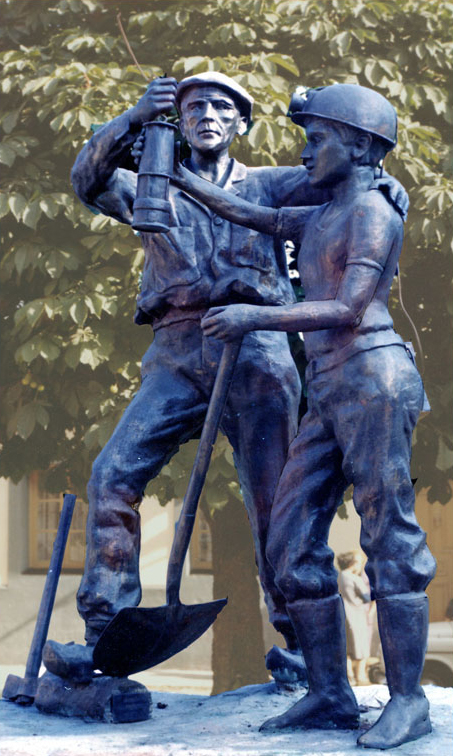
Monumento al minero jubilado Turón Asturias.